# Український медичний часопис
Український медичний часопис — науково-практичний медичний часопис, який охоплює широке коло медичних дисциплін, включаючи терапію, загальну практику, кардіологію, неврологію, хірургію, акушерство та гінекологію, педіатрію, фармакологію та ін. Крім друкованої версії є й інтернет версія. Виходить 6 раз на рік.

## Історія
Часопис заснований у 1997 році Національною медичною академією післядипломної освіти імені Платона Шупика (нині Національний університет охорони здоров'я України імені Платона Шупика) та видавничою компанією ТОВ «Моріон».

## Зміст
Український медичний часопис публікує результати оригінальних досліджень, оглядові статті, клінічні випадки, матеріали науково-практичних конференцій, конгресів, інтерв'ю з авторитетними експертами галузі, статті, присвячені питанням охорони здоров'я, навчальні лекції провідних вітчизняних спеціалістів в рамках післядипломної освіти лікарів та інші матеріали, що представляють інтерес для широкої лікарської аудиторії.
У часописі публікуються навчальні матеріали для післядипломної освіти лікарів, підготовлені провідними українськими медичними спеціалістами.